# (3405) Daiwensai
(3405) Daiwensai es un asteroide perteneciente al cinturón de asteroides, descubierto el 30 de octubre de 1964 por el equipo del Observatorio de la Montaña Púrpura desde el Observatorio de la Montaña Púrpura, Nankín (China).

## Designación y nombre
Designado provisionalmente como 1964 UQ. Fue nombrado Daiwensai en honor al astrónomo chino Dai Wen-Sai.